# ネパール・ポリス・クラブ

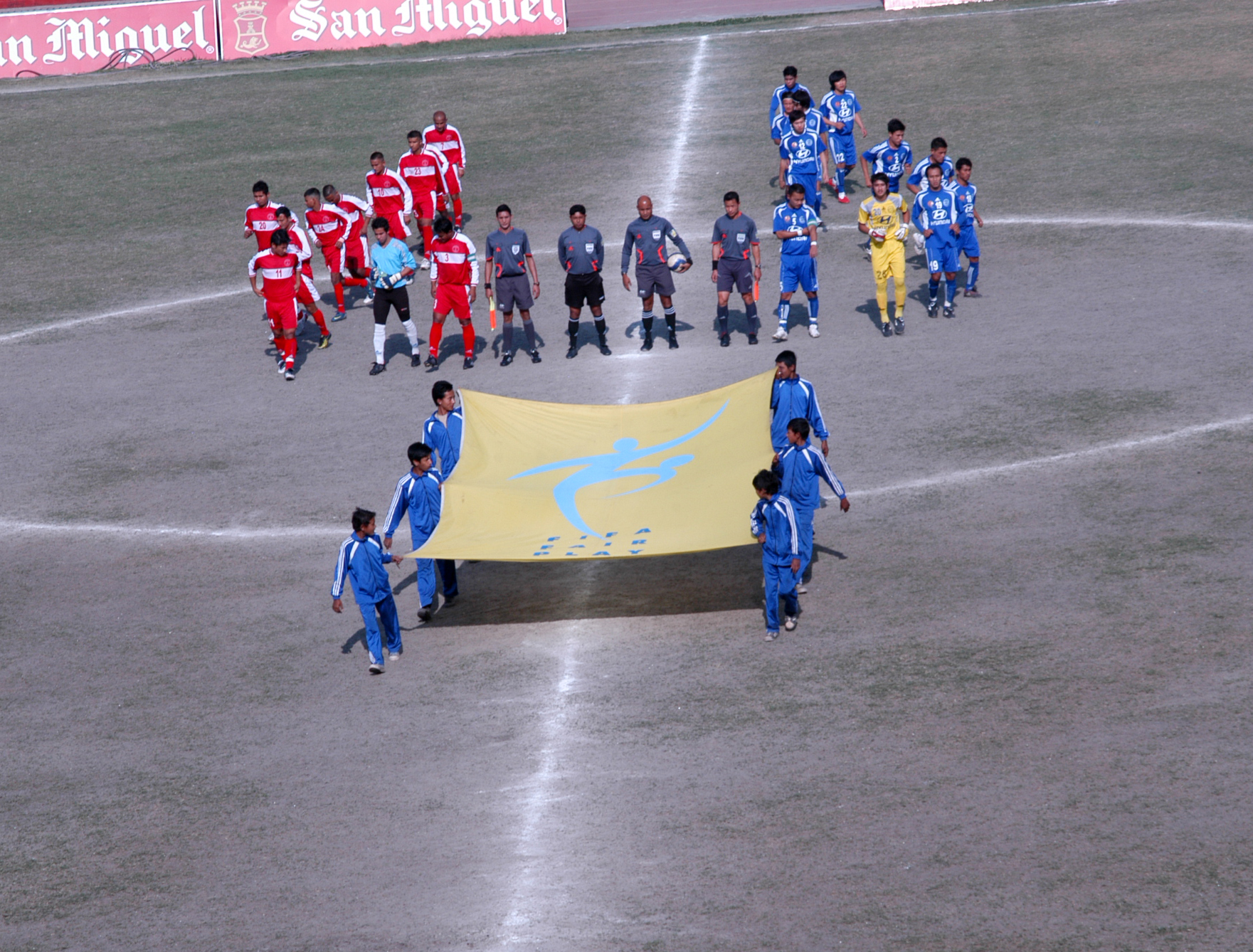
ネパール・ポリス・クラブ(赤)とスリースター・クラブ(青)の対戦

ネパール・ポリス・クラブ（英: Nepal Police Club）は、ネパールのカトマンズを本拠地とするサッカークラブである。マーティアズメモリアルAディヴィジョンリーグに所属する。

## 概要
ネパール第9代国王マヘンドラ・ビール・ビクラム・シャハの名を冠し、マヘンドラ・ポリス・クラブとして設立された。2008年に現在の名称に変更した。
国内リーグでは、2010、2011、2011-12シーズンに優勝して三連覇を達成。国際大会のAFCプレジデンツカップにも4回出場しており、2007年には準優勝している。また、AFCチャンピオンズリーグの前身であるアジアクラブ選手権にも1997-1998シーズンに参加している。

## 獲得タイトル

### 国内タイトル
- Aディヴィジョンリーグ：4回
  - 2006-07, 2010, 2011, 2011-12
- ネパール・ナショナルリーグカップ：2回
  - 1998, 1999
- トリブバン・チャレンジシールド：4回
  - 1978, 1979, 1981, 1983
- アーハ・ゴールドカップ：5回
  - 2002, 2003, 2008, 2009, 2010

## 歴代所属選手
- ジュ・マヌ・ライ（英語版） 2010-2011